# Birger Johansson
Max Birger Johansson (* 20. September 1910 in Helsinki; † 4. Januar 1940 in Johannes, Provinz Wiborg) war ein finnischer Kanute.
Er nahm bei den Olympischen Sommerspielen 1936 in Berlin an den Wettkämpfen im Einer-Kajak über 1000 m teil. Beim Sieg des Österreichers Gregor Hradetzky erreichte er dort im Finale  Platz 7, nachdem er als Vierter seines Vorlaufes eben jenes Finale knapp erreicht hatte.
Der Finnlandschwede Johansson kämpfte als Soldat im Winterkrieg und fiel am 4. Januar 1940 bei Marjapellonmäki im südkarelischen Dorf S:t Johannes (damals Viborgs län) auf der Mannerheim-Linie. Begraben wurde er auf dem Friedhof von Drumsö in Helsingfors (Helsinki).